# Mauro Nespoli
Mauro Nespoli (* 22. November 1987 in Voghera) ist ein italienischer Bogenschütze und Olympiasieger.

## Karriere
Mauro Nespoli nahm an den Olympischen Spielen 2008 in Peking, 2012 in London und 2016 in Rio de Janeiro teil. Gemeinsam mit Ilario Di Buò und Marco Galiazzo gewann er 2008 die Silbermedaille im Mannschaftswettbewerb. Vier Jahre darauf wurde er mit Michele Frangilli und Marco Galiazzo Olympiasieger. Sein bestes Resultat im Einzel war der 6. Platz in Rio de Janeiro. Im Viertelfinale war er gegen Jean-Charles Valladont ausgeschieden. Seine vierte Olympiateilnahme erfolgte 2021 in Tokio, bei der er im Einzel die Silbermedaille gewann.
Bei Weltmeisterschaften gewann er ebenfalls mit der Mannschaft mehrere Medaillen: 2011 in Turin Bronze und 2015 in Kopenhagen Silber. Zudem sicherte er sich im Mixed mit Natalia Valeeva bei den Europaspielen 2015 in Baku die Goldmedaille und mit Tatiana Andreoli bei der Weltmeisterschaft 2023 in Berlin die Bronzemedaille.